# Rebecca (novel·la)
Rebecca és una novel·la de 1938 escrita per Daphne du Maurier que va esdevenir un supervendes i va ser adaptada al cinema en una cèlebre pel·lícula d'Alfred Hitchcock, anomenada igualment Rebecca (1940). La novel·la es va publicar en català el 2008 per Edicions 62 en traducció de Marta Pera Cucurell. Se'n va fer una reedició a labutxaca el 2012.

## Argument
Una noia jove es casa amb un vidu recent i va a viure a la seva mansió de Manderley. Allà aprèn que la seva primera esposa, Rebecca, era per a tothom absolutament perfecta, especialment per a la serventa principal, Mrs. Danvers. La protagonista busca debades el seu lloc com a nova senyora de la casa. A través dels veïns s'assabenta que Rebecca va morir ofegada al llac proper però que sobre l'esdeveniment plana un silenci compartit per tothom.
En un ball nocturn a Manderley, Mrs. Danvers aconsella a la noia que es posi un vestit especial. Ella pensa que amb ell podrà guanyar a la fi l'amor del seu marit, però resulta ser una roba de la difunta Rebecca, fet que provoca un escàndol i que ella se senti novament rebutjada. La serventa fins i tot li suggereix que se suïcidi, però ella resisteix.
La nit següent troben el cadàver de Rebecca i el seu marit confessa a la protagonista que ell la va assassinar per la seva infidelitat continuada i perquè no suportava el seu caràcter. La nit del suposat accident ella li havia confessat que estava embarassada d'un dels seus amants i ell no volia patir la vergonya pública que suposaria aquest nen. Amb l'ajuda d'un coronel amic, però, fan córrer la versió que Rebecca es va suïcidar per patir una malaltia terminal secreta. Mrs. Danvers, embogida, cala foc a Manderley i la parella se n'allunya per intentar recomençar la seva vida en comú.

## Temes
El tema principal del llibre és la recerca de la pròpia identitat o la maduresa. La protagonista ha d'afirmar-se enfront de la presència asfixiant de la primera dona del seu marit i vèncer la resistència de la governanta. Aquest procés ha estat analitzat com la superació del Complex d'Electra, on la jove esposa ha d'esdevenir mare i no nena per aconseguir l'amor del pare-marit i per això ha de matar el record de l'anterior ocupant. El sentiment d'inferioritat de la narradora es materialitza en la seva manca d'habilitat en diversos camps i en els seus pensaments recurrents per intentar reconstruir la imatge de Rebecca. Prové tant del seu caràcter com de la diferència de classes amb el seu marit.
La personalitat de les dues dones es contraposa i planteja quina és l'esposa ideal: una dona dominant i bella però massa orgullosa o una tímida i inexperta però amb millors sentiments. Queda clar que Mrs. Danvers prefereix la primera opció, amb una relació que sembla ultrapassar la fidelitat a la seva senyora per quedar tenyida d'un amor malsà, mentre que el marit i la seva família semblen inclinar-se per la dona jove. L'antítesi acaba sent entre realitat i aparença, ja que posteriorment es descobreix que la primera esposa no era gens ideal i que el seu marit va acabar assassinant-la.
El pes del passat és un llasta per a la felicitat en el present per a la parella principal: ell perquè arrossega la culpa d'un crim i ella perquè tem no poder estar a l'altura del que s'espera d'ella i la seva inseguretat no la deixa ocupar el lloc que li pertoca a Manderley. Igualment Mrs. Danvers està ancorada en un passat de dol que la fa ser perversa amb la nova mestressa de la casa. Només les flames finals, que cremen el passat, permeten un nou començament i la possibilitat de ser feliç.

## Estil
L'obra està escrita en primera persona i la veu de la protagonista dona el to misteriós i angoixant a tot el llibre, ja que el lector només coneix els fets en el moment que la dona els pateix i sempre des de la seva subjectivitat. Com que ella parla i no té la necessitat de presentar-se, ja que la novel·la és més aviat una confessió personal, mai no apareix el seu nom. Igualment és per aquest punt de vista que el marit apareix com una víctima fins i tot quan admet haver matat Rebecca, car així és com el percep la seva jove i enamorada esposa.
La història segueix les convencions de la novel·la gòtica, on l'amor es desenvolupa en un ambient proper al terror i amb presència insinuada o directa d'allò sobrenatural (en aquest cas la presència del fantasma de Rebecca). També la mansió de Manderley, amb la seva arquitectura similar a un castell, és la típica del gènere, el marc on es poden produir morts inexplicables. La influència del conte de Barbablava, on la curiositat porta a la cambra de l'anterior muller, reforça aquest ambient gòtic.
Malgrat la seva data de publicació, la novel·la continua presentant força trets de la literatura del segle XIX, com ara la identificació dels sentiments dels personatges amb el paisatge, el qüestionament de la institució matrimonial que pot asfixiar la dona, la importància de les descripcions dels ambients i l'estructura del misteri de la mort de Rebecca. En canvi, és una prova de la influència de la modernitat el final, on el culpable del crim pot escapar encobert per l'investigador (capgirant les màximes de la novel·la detectivesca on s'esclareix el delicte i algú paga per restablir la justícia) i on el foc que consumeix la mansió també sembla destruir l'ambient fantasmagòric per assolir una vida quotidiana diferent.
L'estructura de la trama es pot dividir en tres parts. La primera mostra la manca de recursos de la nova esposa i culmina amb l'anticlímax del ball on ella apareix amb la roba de l'anterior dona, reforçant la comparació, fet que la porta a plantejar-se el suïcidi per ser incapaç d'aconseguir l'amor del seu marit. La segona part revela la veritable causa de la mort de Rebecca i la resolució del cas. La tercera part o conclusió mostra com la parella pot escapar del seu passat però a canvi de perdre Manderley, que és un símbol d'aquest passat.